# Mitrofani
Mitrofani – wieś w Rumunii, w okręgu Vâlcea, w gminie Mitrofani. W 2011 roku liczyła 648 mieszkańców.